# Eucampsipoda sundaica
Eucampsipoda sundaica är en tvåvingeart som beskrevs av Oskar Theodor 1955. Eucampsipoda sundaica ingår i släktet Eucampsipoda och familjen lusflugor. Inga underarter finns listade i Catalogue of Life.